# Петър Дренски
Петър Найденов Дренски е български офицер, полковник, участник в Балканските войни (1912 – 1913) и командир на 24-ти пехотен черноморски полк по време на Първата световна война (1915 – 1918).

## Биография
Петър Дренски е роден на 26 септември 1876 г. в град Пловдив. Завършва местната гимназия „Княз Александър I“. Впоследствие учи във Военното училище в София. Служи в 21-ви пехотен средногорски полк и 29-и пехотен ямболски полк. Взема участие в Участва в Балканските войни (1912 – 1913).
По време на Първата световна война (1915 – 1918) на 12 декември 1916 е назначен за командир на 24-ти пехотен черноморски полк, на която длъжност е до 1 януари 1919, след което командва 1-ва бригада от 2-ра пехотна тракийска дивизия и през 1920 г. е уволнен от служба.
След деветоюнския преврат на 12 юни 1923 г. е назначен за кмет на Пловдив като председател на тричленната комисия. Остава на поста председател до 8 юли 1924 г., когато става кмет на града до 1 юли 1927 г. След това работи като администратор на тютюневите фабрики „Картел“, а после е заместник-директор на химическото предприятие „Агрия“.

## Военни звания
- Подпоручик 1899)
- Поручик (1903)
- Капитан (31 декември 1906)
- Майор (14 юли 1913)
- Подполковник (14 февруари 1916)
- Полковник (27 февруари 1918)